# Ville Väisänen
Ville Väisänen, född 17 februari 1918 i Sonkajärvi, död 28 juni 1944 i  Tali, var en finländsk soldat som belönades med riddarskap nummer 145 av Mannerheimskorset. Han deltog i Fortsättningskriget mot Sovjetunionen, där han tjänstgjorde som korpral (befordrad till korpral den 18 september 1941), och som pansarvärnsskytt i gränsjägarbataljonen 2. Väisänen utnämndes till riddare av Mannerheimskorset den 12 juli 1944. 

## Familj och uppväxt
Ville Väisänen föddes i Sonkajärvi och gick fyra år i folkskola. Hans föräldrar var bonden och slaktaren Juho Väisänen, och mamman Anna Maria Martikainen. Efter faderns död vandrade Väisänen som auktionspojke mellan gårdarna i byn Vänninmäki och Kotalehdo. Enligt Vänninmäki bys bok gick Väisänen i folkskolan med goda resultat. I kriget dog också hans äldre bror på ett militärsjukhus och hans yngre bror av en prickskytts kula. 

## Slagfält
Han deltog i slagen vid Tyrjä, Elisenvaara, Kurkijoki, Salmenkaita, Muolaa, Kivennapa, Valkeasaari, Lempaala och Tali.

## Riddare av Mannerheimkorset
Mannerheimkorsets motivering nämner bland annat att Väisänen under fortsättningskrigets offensiva fas förstörde en pansarvagn med pansarvärnsgevär samt förstörde flera fiendepositioner och pansarvärnskanoner. Dessutom nämner motiveringen särskilt att Väisänen i slaget vid Tali–Ihantala förstörde åtta ryska pansarvagnar. Väisänen försvann under slaget vid Tali–Ihantala den 28 juni 1944. Möjligen sprängdes han till döds av en träff från en pansarnäve. Han vilar i en hjältegrav i Kemi.

## I fiktion
I Åke Lindmans film Tali-Ihantala 1944 förstör korpral Väisänen (skådespelare Markku Hyvönen) två sovjetiska T-34-pansar med tyska pansarvagnar.

## Utmärkelser
- Frihetskorsets Mannerheimkors av 2. klass,  12 juli 1944[1]
- Frihetsmedaljens 2. klass[1]

[Redigera Wikidata]